# Яскра (Підляське воєводство)
Яскра (пол. Jaskra) — село в Польщі, у гміні Книшин Монецького повіту Підляського воєводства.
Населення — 189 осіб (2011).
У 1975-1998 роках село належало до Білостоцького воєводства.

## Демографія
Демографічна структура станом на 31 березня 2011 року:
|          | Загалом | Допрацездатний вік | Працездатний вік | Постпрацездатний вік |
| -------- | ------- | ------------------ | ---------------- | -------------------- |
| Чоловіки | 94      | 22                 | 55               | 17                   |
| Жінки    | 95      | 17                 | 50               | 28                   |
| Разом    | 189     | 39                 | 105              | 45                   |